# Austin-Healey 100-6
El Austin-Healey 100-6 es un convertible de dos asientos británico presentado a finales de septiembre de 1956 y producido de 1956 a 1959. Sustituto del Austin-Healey 100, fue seguido por el Austin-Healey 3000. Juntos, los tres modelos se conocen como los "big Healey".
El 100-6 presentaba una distancia entre ejes 2 plg (50,8 mm) más larga que el modelo 100, un motor de seis cilindros en línea más potente y un poco más grande que la unidad de cuatro cilindros de su predecesor, e incorporó dos asientos traseros auxiliares (que luego se convirtieron en opcionales). Las líneas de la carrocería se simplificaron ligeramente; se adoptó una calandra más pequeña y más ancha colocada más abajo; se agregó una toma de aire al capó; y se fijó el parabrisas.
El 100-6 se produjo con dos variantes, el 2+2 BN4 de 1956 en adelante y el BN6 de 2 asientos en 1958-1959.
Utilizaban una versión preparada del motor BMC C-Series previamente instalada en el Austin Westminster, que inicialmente producía 102 HP (103,4 CV), y que sería aumentada en 1957 a 117 HP (118,6 CV) al instalar un colector y una culata mejorados. La unidad de sobremarcha, anteriormente estándar, se hizo opcional.
A finales de 1957, la producción se transfirió de Longbridge a la planta de MG en Abingdon. Se fabricaron 14.436 unidades del 100-6 antes de que terminara la producción en 1959.
Una unidad BN6 con un motor de 117 HP (118,6 CV) fue probada por la revista The Motor en 1959. Tenía una velocidad máxima de 103,9 mph (167,2 km/h) y podía acelerar desde 0-60 mph (96,6 km/h) en 10,7 segundos. Se registró un consumo de combustible de 20,8 millas por galón imp (13,6 L/100 km; 17,3 mpgAm). El coche de prueba costó 1307 libras esterlinas, incluidas 436 libras de impuestos.